# Динамо-Жемчужина-2
«Дина́мо-Жемчу́жина-2» — российский футбольный клуб из Сочи. Основан в 1996 году. Участвовал в первенстве России. Наряду с «Жемчужиной-2» — один из фарм-клубов «Жемчужины».
В 1996 году занял 2-е место во 2-й зоне третьей лиги, в следующем сезоне снялся с первенства во втором дивизионе в зоне «Запад» после восьмого тура, в семи матчах одержав 1 победу и проиграв 6 игр. Фигурировал в сетке Кубка России сезона 1997/98 годов: в 1/128 финала команде засчитано техническое поражение от «Кубани» (Славянск-на-Кубани).
Возглавлял команду Владимир Петрович Алейников, помогал ему Анатолий Романович Рыжемадзе, начальниками команды были Врам Андроникович Какосян и Владимир Николаевич Тесленко.